# NBA Playoffs 1966
Gli NBA Playoffs 1966 si conclusero con la vittoria dei Boston Celtics (campioni della Eastern Division) che sconfissero i campioni della Western Division, i Los Angeles Lakers.

## Squadre qualificate

### Eastern Division
1. Philadelphia 76ers
2. Boston Celtics
3. Cincinnati Royals

### Western Division
1. L.A. Lakers
2. Baltimore Bullets
3. St. Louis Hawks

## Tabellone
|  | Semifinali di Division | Semifinali di Division | Semifinali di Division |                 |               | Finali di Division | Finali di Division | Finali di Division |  |  | Finali NBA | Finali NBA | Finali NBA |  |
|  |                        |                        |                        |                 |               |                    |                    |                    |  |  |            |            |            |  |
|  |                        |                        |                        |                 |               | 1                  | L.A. Lakers *      | 4                  |  |  |            |            |            |  |
|  |                        |                        |                        |                 |               | 1                  | L.A. Lakers *      | 4                  |  |  |            |            |            |  |
|  |                        |                        | 3                      | St. Louis Hawks | 3             |                    |                    |                    |  |  |            |            |            |  |
|  | 3                      | St. Louis Hawks        | 3                      | St. Louis Hawks | 3             | 3                  |                    |                    |  |  |            |            |            |  |
|  | 3                      | St. Louis Hawks        |                        |                 |               |                    |                    |                    |  |  |            |            |            |  |
|  | 2                      | Baltimore Bullets      | 0                      |                 |               |                    |                    |                    |  |  |            |            |            |  |
|  | 2                      | Baltimore Bullets      | 0                      |                 | L.A. Lakers * | L.A. Lakers *      | 3                  |                    |  |  |            |            |            |  |
|  |                        |                        |                        |                 |               |                    |                    |                    |  |  |            |            |            |  |
|  |                        |                        | Boston Celtics         | Boston Celtics  | 4             |                    |                    |                    |  |  |            |            |            |  |
|  |                        |                        |                        | Boston Celtics  | 4             |                    |                    |                    |  |  |            |            |            |  |
|  |                        |                        |                        |                 |               |                    |                    |                    |  |  |            |            |            |  |
|  |                        |                        |                        |                 |               |                    |                    |                    |  |  |            |            |            |  |
|  |                        | 1                      | Philadelphia 76ers *   | 1               |               |                    |                    |                    |  |  |            |            |            |  |
|  |                        |                        |                        | 1               |               |                    |                    |                    |  |  |            |            |            |  |
|  |                        |                        | 2                      | Boston Celtics  | 4             |                    |                    |                    |  |  |            |            |            |  |
|  | 3                      | Cincinnati Royals      | 2                      | Boston Celtics  | 4             | 2                  |                    |                    |  |  |            |            |            |  |
|  | 3                      | Cincinnati Royals      |                        |                 |               |                    |                    |                    |  |  |            |            |            |  |
|  | 2                      | Boston Celtics         | 3                      |                 |               |                    |                    |                    |  |  |            |            |            |  |

Legenda
- * Vincitore Division
- "Grassetto" Vincitore serie
- "Corsivo" Squadra con fattore campo

## Eastern Division

### Semifinali

#### (2) Boston Celtics - (3) Cincinnati Royals
RISULTATO FINALE: 3-2
| Boston 23 marzo 1966 Gara 1 | Boston Celtics | 103 – 107 (17-24, 31-29, 19-26, 36-28) referto | Cincinnati Royals | Boston Garden (9.510 spett.) |
| B. Russell 22 Punti O. Robertson , A. Smith 26 B. Russell , J. Havlicek 4 Assist O. Robertson 3 B. Russell 29 Rimbalzi J. Lucas 27 |                |                                                |                   |                              |
| |                |                                                |                   |                              |
| B. Russell 22 | Punti          | O. Robertson, A. Smith 26                      |                   |                              |
| B. Russell, J. Havlicek 4 | Assist         | O. Robertson 3                                 |                   |                              |
| B. Russell 29 | Rimbalzi       | J. Lucas 27                                    |                   |                              |

| Cincinnati 26 marzo 1966 Gara 2                                                                          | Cincinnati Royals | 125 – 132 (42-35, 29-33, 28-25, 26-39) referto | Boston Celtics | Cincinnati Gardens (10.027 spett.) |
| O. Robertson 35 Punti S. Jones 42 O. Robertson 11 Assist K.C. Jones 9 J. Lucas 24 Rimbalzi B. Russell 16 |                   |                                                |                |                                    |
| |                   |                                                |                |                                    |
| O. Robertson 35                                                                                          | Punti             | S. Jones 42                                    |                |                                    |
| O. Robertson 11                                                                                          | Assist            | K.C. Jones 9                                   |                |                                    |
| J. Lucas 24                                                                                              | Rimbalzi          | B. Russell 16                                  |                |                                    |

| Boston 27 marzo 1966 Gara 3                                                                                       | Boston Celtics | 107 – 113 (27-31, 29-26, 26-25, 25-31) referto | Cincinnati Royals | Boston Garden (13.571 spett.) |
| J. Havlicek 36 Punti O. Robertson , J. Lucas 27 K.C. Jones 6 Assist A. Smith 6 B. Russell 25 Rimbalzi J. Lucas 16 |                |                                                |                   |                               |
| |                |                                                |                   |                               |
| J. Havlicek 36 | Punti          | O. Robertson, J. Lucas 27                      |                   |                               |
| K.C. Jones 6 | Assist         | A. Smith 6                                     |                   |                               |
| B. Russell 25 | Rimbalzi       | J. Lucas 16                                    |                   |                               |

| Cincinnati 30 marzo 1966 Gara 4                                                                           | Cincinnati Royals | 103 – 120 (27-31, 21-27, 24-29, 31-33) referto | Boston Celtics | Cincinnati Gardens (12.107 spett.) |
| O. Robertson 34 Punti S. Jones 32 O. Robertson 11 Assist J. Havlicek 8 J. Lucas 17 Rimbalzi B. Russell 26 |                   |                                                |                |                                    |
| |                   |                                                |                |                                    |
| O. Robertson 34                                                                                           | Punti             | S. Jones 32                                    |                |                                    |
| O. Robertson 11                                                                                           | Assist            | J. Havlicek 8                                  |                |                                    |
| J. Lucas 17                                                                                               | Rimbalzi          | B. Russell 26                                  |                |                                    |

| Boston 1 aprile 1966 Gara 5                                                                              | Boston Celtics | 112 – 103 (26-31, 35-25, 28-23, 23-24) referto | Cincinnati Royals | Boston Garden (13.909 spett.) |
| S. Jones 34 Punti O. Robertson 37 B. Russell 11 Assist O. Robertson 9 B. Russell 31 Rimbalzi J. Lucas 17 |                |                                                |                   |                               |
| |                |                                                |                   |                               |
| S. Jones 34                                                                                              | Punti          | O. Robertson 37                                |                   |                               |
| B. Russell 11                                                                                            | Assist         | O. Robertson 9                                 |                   |                               |
| B. Russell 31                                                                                            | Rimbalzi       | J. Lucas 17                                    |                   |                               |

PRECEDENTI IN REGULAR SEASON
| Regular Season 1965-66 | Cincinnati Royals | 5 – 5 | Boston Celtics | Referto 1 - Referto 2 - Referto 3 - Referto 4, Referto 5 - Referto 6, Referto 7 - Referto 8 - Referto 9 - Referto 10 |
| Boston Celtics 102 Cincinnati Royals 113 Boston Celtics 129 Cincinnati Royals 108 Boston Celtics 110 Boston Celtics 113 Cincinnati Royals 113 Cincinnati Royals 136 Cincinnati Royals 120 Boston Celtics 121 Punti 98 Cincinnati Royals 108 Boston Celtics 103 Cincinnati Royals 99 Boston Celtics 117 Cincinnati Royals 96 Cincinnati Royals 101 Boston Celtics 123 Boston Celtics 124 Boston Celtics 104 Cincinnati Royals |                   | |                | |
| |                   | |                | |
| Boston Celtics 102 Cincinnati Royals 113 Boston Celtics 129 Cincinnati Royals 108 Boston Celtics 110 Boston Celtics 113 Cincinnati Royals 113 Cincinnati Royals 136 Cincinnati Royals 120 Boston Celtics 121 | Punti             | 98 Cincinnati Royals 108 Boston Celtics 103 Cincinnati Royals 99 Boston Celtics 117 Cincinnati Royals 96 Cincinnati Royals 101 Boston Celtics 123 Boston Celtics 124 Boston Celtics 104 Cincinnati Royals |                | |

PRECEDENTI NEI PLAYOFF
|  | Boston Celtics (1963, 1964) | 2 – 0 | Cincinnati Royals |  |

### Finale

#### (1) Philadelphia 76ers - (2) Boston Celtics
RISULTATO FINALE: 1-4
| Filadelfia 3 aprile 1966 Gara 1 | Philadelphia 76ers | 96 – 115 (24-27, 24-25, 22-30, 26-33) referto | Boston Celtics | Municipal Auditorium (6.563 spett.) |
| W. Chamberlain 25 Punti S. Jones 29 W. Chamberlain , W. Jones 5 Assist K.C. Jones , J. Havlicek , S. Jones 4 W. Chamberlain 32 Rimbalzi B. Russell 18 |                    |                                               |                |                                     |
| |                    |                                               |                |                                     |
| W. Chamberlain 25 | Punti              | S. Jones 29                                   |                |                                     |
| W. Chamberlain, W. Jones 5 | Assist             | K.C. Jones, J. Havlicek, S. Jones 4           |                |                                     |
| W. Chamberlain 32 | Rimbalzi           | B. Russell 18                                 |                |                                     |

| Boston 6 aprile 1966 Gara 2                                                                                       | Boston Celtics | 114 – 93 (27-20, 31-24, 27-26, 29-23) referto | Philadelphia 76ers | Boston Garden (13.909 spett.) |
| S. Jones 23 Punti W. Chamberlain 23 K.C. Jones 11 Assist B. Cunningham 4 B. Russell 29 Rimbalzi W. Chamberlain 25 |                |                                               |                    |                               |
| |                |                                               |                    |                               |
| S. Jones 23 | Punti          | W. Chamberlain 23                             |                    |                               |
| K.C. Jones 11 | Assist         | B. Cunningham 4                               |                    |                               |
| B. Russell 29 | Rimbalzi       | W. Chamberlain 25                             |                    |                               |

| Filadelfia 7 aprile 1966 Gara 3                                                                              | Philadelphia 76ers | 111 – 105 (31-22, 27-26, 27-31, 26-26) referto | Boston Celtics | Municipal Auditorium (10.454 spett.) |
| W. Chamberlain 31 Punti J. Havlicek 27 H. Greer 9 Assist S. Jones 6 W. Chamberlain 27 Rimbalzi B. Russell 23 |                    |                                                |                |                                      |
| |                    |                                                |                |                                      |
| W. Chamberlain 31                                                                                            | Punti              | J. Havlicek 27                                 |                |                                      |
| H. Greer 9                                                                                                   | Assist             | S. Jones 6                                     |                |                                      |
| W. Chamberlain 27                                                                                            | Rimbalzi           | B. Russell 23                                  |                |                                      |

| Boston 10 aprile 1966 Gara 4                                                                                           | Boston Celtics | 114 – 108 (d.1t.s.) (28-26, 21-28, 21-22, 30-24) (14-8) referto | Philadelphia 76ers | Boston Garden (13.909 spett.) |
| J. Havlicek 27 Punti H. Greer 25 B. Russell , J. Havlicek 7 Assist H. Greer 4 B. Russell 30 Rimbalzi W. Chamberlain 33 |                |                                                                 |                    |                               |
| |                |                                                                 |                    |                               |
| J. Havlicek 27 | Punti          | H. Greer 25                                                     |                    |                               |
| B. Russell, J. Havlicek 7                                                                                              | Assist         | H. Greer 4                                                      |                    |                               |
| B. Russell 30 | Rimbalzi       | W. Chamberlain 33                                               |                    |                               |

| Filadelfia 12 aprile 1966 Gara 5                                                                                | Philadelphia 76ers | 112 – 120 (25-32, 26-29, 21-20, 40-39) referto | Boston Celtics | Municipal Auditorium (8.623 spett.) |
| W. Chamberlain 46 Punti J. Havlicek 32 C. Walker 8 Assist B. Russell 6 W. Chamberlain 34 Rimbalzi B. Russell 31 |                    |                                                |                |                                     |
| |                    |                                                |                |                                     |
| W. Chamberlain 46                                                                                               | Punti              | J. Havlicek 32                                 |                |                                     |
| C. Walker 8 | Assist             | B. Russell 6                                   |                |                                     |
| W. Chamberlain 34                                                                                               | Rimbalzi           | B. Russell 31                                  |                |                                     |

PRECEDENTI IN REGULAR SEASON
| Regular Season 1965-66 | Philadelphia 76ers | 6 – 4 | Boston Celtics | Referto 1 - Referto 2 - Referto 3 - Referto 4, Referto 5 - Referto 6, Referto 7 - Referto 8 - Referto 9 - Referto 10 |
| Boston Celtics 101 Philadelphia 76ers 123 Boston Celtics 103 Philadelphia 76ers 102 Philadelphia 76ers 112 Boston Celtics 137 Boston Celtics 100 Boston Celtics 85 Philadelphia 76ers 102 Boston Celtics 110 Punti 91 Philadelphia 76ers 114 Boston Celtics 119 Philadelphia 76ers 93 Boston Celtics 100 Boston Celtics 122 Philadelphia 76ers 99 Philadelphia 76ers 83 Philadelphia 76ers 85 Boston Celtics 113 Philadelphia 76ers |                    | |                | |
| |                    | |                | |
| Boston Celtics 101 Philadelphia 76ers 123 Boston Celtics 103 Philadelphia 76ers 102 Philadelphia 76ers 112 Boston Celtics 137 Boston Celtics 100 Boston Celtics 85 Philadelphia 76ers 102 Boston Celtics 110 | Punti              | 91 Philadelphia 76ers 114 Boston Celtics 119 Philadelphia 76ers 93 Boston Celtics 100 Boston Celtics 122 Philadelphia 76ers 99 Philadelphia 76ers 83 Philadelphia 76ers 85 Boston Celtics 113 Philadelphia 76ers |                | |

PRECEDENTI NEI PLAYOFF
|  | Philadelphia 76ers (1954, 1954, 1955, 1956) | 4 – 5 | Boston Celtics (1953, 1957, 1959, 1961, 1965) |  |

## Western Division

### Semifinali

#### (2) Baltimore Bullets - (3) St. Louis Hawks
RISULTATO FINALE: 0-3
| Baltimora 24 marzo 1966 Gara 1                                                                              | Baltimore Bullets | 111 – 113 (22-27, 31-31, 26-23, 32-32) referto | St. Louis Hawks | Baltimore Civic Center (3.587 spett.) |
| D. Ohl 38 Punti J. Caldwell 33 J. Egan 9 Assist R. Guerin 12 J. Green , B. Howell 11 Rimbalzi B. Bridges 19 |                   |                                                |                 |                                       |
| |                   |                                                |                 |                                       |
| D. Ohl 38                                                                                                   | Punti             | J. Caldwell 33                                 |                 |                                       |
| J. Egan 9                                                                                                   | Assist            | R. Guerin 12                                   |                 |                                       |
| J. Green, B. Howell 11                                                                                      | Rimbalzi          | B. Bridges 19                                  |                 |                                       |

| Baltimora 27 marzo 1966 Gara 2                                                                  | Baltimore Bullets | 100 – 105 (24-26, 32-19, 23-30, 21-30) referto | St. Louis Hawks | Baltimore Civic Center (13.104 spett.) |
| J. Barnes 27 Punti R. Guerin 25 J. Egan 8 Assist R. Guerin 8 B. Ferry 17 Rimbalzi B. Bridges 19 |                   |                                                |                 |                                        |
|                                                                                                 |                   |                                                |                 |                                        |
| J. Barnes 27                                                                                    | Punti             | R. Guerin 25                                   |                 |                                        |
| J. Egan 8                                                                                       | Assist            | R. Guerin 8                                    |                 |                                        |
| B. Ferry 17                                                                                     | Rimbalzi          | B. Bridges 19                                  |                 |                                        |

| Saint Louis 30 marzo 1966 Gara 3                                                                 | St. Louis Hawks | 121 – 112 (28-29, 31-31, 34-20, 28-32) referto | Baltimore Bullets | Kiel Auditorium (7.135 spett.) |
| B. Bridges 32 Punti D. Ohl 32 L. Wilkens 10 Assist J. Egan 6 B. Bridges 20 Rimbalzi B. Howell 12 |                 |                                                |                   |                                |
|                                                                                                  |                 |                                                |                   |                                |
| B. Bridges 32                                                                                    | Punti           | D. Ohl 32                                      |                   |                                |
| L. Wilkens 10                                                                                    | Assist          | J. Egan 6                                      |                   |                                |
| B. Bridges 20                                                                                    | Rimbalzi        | B. Howell 12                                   |                   |                                |

PRECEDENTI IN REGULAR SEASON
| Regular Season 1965-66 | Baltimore Bullets | 7 – 3 | St. Louis Hawks | Referto 1 - Referto 2 - Referto 3 - Referto 4, Referto 5 - Referto 6, Referto 7 - Referto 8 - Referto 9 - Referto 10 |
| Baltimore Bullets 119 Baltimore Bullets 124 St. Louis Hawks 136 Baltimore Bullets 110 Baltimore Bullets 114 St. Louis Hawks 119 St. Louis Hawks 136 Baltimore Bullets 122 St. Louis Hawks 104 St. Louis Hawks 126 Punti 99 St. Louis Hawks 117 St. Louis Hawks 110 Baltimore Bullets 102 St. Louis Hawks 101 St. Louis Hawks 121 Baltimore Bullets 128 Baltimore Bullets 113 St. Louis Hawks 111 Baltimore Bullets 123 Baltimore Bullets |                   | |                 | |
| |                   | |                 | |
| Baltimore Bullets 119 Baltimore Bullets 124 St. Louis Hawks 136 Baltimore Bullets 110 Baltimore Bullets 114 St. Louis Hawks 119 St. Louis Hawks 136 Baltimore Bullets 122 St. Louis Hawks 104 St. Louis Hawks 126 | Punti             | 99 St. Louis Hawks 117 St. Louis Hawks 110 Baltimore Bullets 102 St. Louis Hawks 101 St. Louis Hawks 121 Baltimore Bullets 128 Baltimore Bullets 113 St. Louis Hawks 111 Baltimore Bullets 123 Baltimore Bullets |                 | |

PRECEDENTI NEI PLAYOFF
|  | Baltimore Bullets (1965) | 1 – 0 | St. Louis Hawks |  |

### Finale

#### (1) Los Angeles Lakers - (3) St. Louis Hawks
RISULTATO FINALE: 4-3
| Los Angeles 1 aprile 1966 Gara 1                                                                         | L.A. Lakers | 129 – 106 (37-31, 31-30, 26-30, 35-15) referto | St. Louis Hawks | Los Angeles Memorial Sports Arena (11.509 spett.) |
| J. West 28 Punti Z. Beaty , R. Guerin 22 J. West 12 Assist R. Guerin 8 E. Baylor 15 Rimbalzi Z. Beaty 14 |             |                                                |                 |                                                   |
| |             |                                                |                 |                                                   |
| J. West 28                                                                                               | Punti       | Z. Beaty, R. Guerin 22                         |                 |                                                   |
| J. West 12                                                                                               | Assist      | R. Guerin 8                                    |                 |                                                   |
| E. Baylor 15                                                                                             | Rimbalzi    | Z. Beaty 14                                    |                 |                                                   |

| Los Angeles 3 aprile 1966 Gara 2                                                                   | L.A. Lakers | 125 – 116 (30-27, 31-24, 30-29, 34-36) referto | St. Louis Hawks | Los Angeles Memorial Sports Arena (14.896 spett.) |
| E. Baylor 42 Punti Z. Beaty 36 E. Baylor 9 Assist L. Wilkens 9 E. Baylor 14 Rimbalzi B. Bridges 16 |             |                                                |                 |                                                   |
| |             |                                                |                 |                                                   |
| E. Baylor 42                                                                                       | Punti       | Z. Beaty 36                                    |                 |                                                   |
| E. Baylor 9                                                                                        | Assist      | L. Wilkens 9                                   |                 |                                                   |
| E. Baylor 14                                                                                       | Rimbalzi    | B. Bridges 16                                  |                 |                                                   |

| Saint Louis 6 aprile 1966 Gara 3                                                              | St. Louis Hawks | 120 – 113 (31-27, 31-29, 34-32, 24-25) referto | L.A. Lakers | Kiel Auditorium (8.318 spett.) |
| B. Bridges 27 Punti J. West 32 R. Guerin 8 Assist J. West 8 B. Bridges 17 Rimbalzi J. West 11 |                 |                                                |             |                                |
|                                                                                               |                 |                                                |             |                                |
| B. Bridges 27                                                                                 | Punti           | J. West 32                                     |             |                                |
| R. Guerin 8                                                                                   | Assist          | J. West 8                                      |             |                                |
| B. Bridges 17                                                                                 | Rimbalzi        | J. West 11                                     |             |                                |

| Saint Louis 9 aprile 1966 Gara 4                                                                                     | St. Louis Hawks | 95 – 107 (23-23, 28-24, 18-30, 26-30) referto | L.A. Lakers | Kiel Auditorium (9.569 spett.) |
| Z. Beaty 22 Punti J. West 42 R. Guerin 7 Assist E. Baylor , J. West , W. Hazzard 4 Z. Beaty 19 Rimbalzi E. Baylor 13 |                 |                                               |             |                                |
| |                 |                                               |             |                                |
| Z. Beaty 22 | Punti           | J. West 42                                    |             |                                |
| R. Guerin 7 | Assist          | E. Baylor, J. West, W. Hazzard 4              |             |                                |
| Z. Beaty 19 | Rimbalzi        | E. Baylor 13                                  |             |                                |

| Los Angeles 10 aprile 1966 Gara 5                                                                 | L.A. Lakers | 100 – 112 (30-32, 25-27, 19-27, 26-26) referto | St. Louis Hawks | Los Angeles Memorial Sports Arena (14.297 spett.) |
| J. West 31 Punti L. Wilkens 29 E. Baylor 4 Assist L. Wilkens 12 E. Baylor 17 Rimbalzi Z. Beaty 19 |             |                                                |                 |                                                   |
|                                                                                                   |             |                                                |                 |                                                   |
| J. West 31                                                                                        | Punti       | L. Wilkens 29                                  |                 |                                                   |
| E. Baylor 4                                                                                       | Assist      | L. Wilkens 12                                  |                 |                                                   |
| E. Baylor 17                                                                                      | Rimbalzi    | Z. Beaty 19                                    |                 |                                                   |

| Saint Louis 13 aprile 1966 Gara 6                                                                                        | St. Louis Hawks | 131 – 127 (36-36, 33-32, 36-36, 26-23) referto | L.A. Lakers | Kiel Auditorium (8.614 spett.) |
| B. Bridges 29 Punti J. West 38 R. Guerin 11 Assist J. West , W. Hazzard 5 B. Bridges , Z. Beaty 11 Rimbalzi E. Baylor 13 |                 |                                                |             |                                |
| |                 |                                                |             |                                |
| B. Bridges 29 | Punti           | J. West 38                                     |             |                                |
| R. Guerin 11 | Assist          | J. West, W. Hazzard 5                          |             |                                |
| B. Bridges, Z. Beaty 11                                                                                                  | Rimbalzi        | E. Baylor 13                                   |             |                                |

| Los Angeles 15 aprile 1966 Gara 7                                                                            | L.A. Lakers | 130 – 121 (27-28, 30-30, 34-33, 39-30) referto | St. Louis Hawks | Los Angeles Memorial Sports Arena (15.200 spett.) |
| J. West 35 Punti C. Hagan 29 E. Baylor , R. LaRusso 7 Assist R. Guerin 5 E. Baylor 11 Rimbalzi B. Bridges 13 |             |                                                |                 |                                                   |
| |             |                                                |                 |                                                   |
| J. West 35                                                                                                   | Punti       | C. Hagan 29                                    |                 |                                                   |
| E. Baylor, R. LaRusso 7                                                                                      | Assist      | R. Guerin 5                                    |                 |                                                   |
| E. Baylor 11                                                                                                 | Rimbalzi    | B. Bridges 13                                  |                 |                                                   |

PRECEDENTI IN REGULAR SEASON
| Regular Season 1965-66 | L.A. Lakers | 8 – 2 | St. Louis Hawks | Referto 1 - Referto 2 - Referto 3 - Referto 4, Referto 5 - Referto 6, Referto 7 - Referto 8 - Referto 9 - Referto 10 |
| St. Louis Hawks 94 Los Angeles Lakers 120 Los Angeles Lakers 118 St. Louis Hawks 131 Los Angeles Lakers 126 Los Angeles Lakers 123 St. Louis Hawks 100 St. Louis Hawks 100 St. Louis Hawks 109 Los Angeles Lakers 132 Punti 106 Los Angeles Lakers 116 St. Louis Hawks 116 St. Louis Hawks 101 Los Angeles Lakers 108 St. Louis Hawks 101 St. Louis Hawks 108 Los Angeles Lakers 107 Los Angeles Lakers 105 Los Angeles Lakers 120 St. Louis Hawks |             | |                 | |
| |             | |                 | |
| St. Louis Hawks 94 Los Angeles Lakers 120 Los Angeles Lakers 118 St. Louis Hawks 131 Los Angeles Lakers 126 Los Angeles Lakers 123 St. Louis Hawks 100 St. Louis Hawks 100 St. Louis Hawks 109 Los Angeles Lakers 132 | Punti       | 106 Los Angeles Lakers 116 St. Louis Hawks 116 St. Louis Hawks 101 Los Angeles Lakers 108 St. Louis Hawks 101 St. Louis Hawks 108 Los Angeles Lakers 107 Los Angeles Lakers 105 Los Angeles Lakers 120 St. Louis Hawks |                 | |

PRECEDENTI NEI PLAYOFF
|  | L.A. Lakers (1959, 1963) | 2 – 5 | St. Louis Hawks (1956, 1957, 1960, 1961, 1964) |  |

## NBA Finals 1966

### Boston Celtics - Los Angeles Lakers
RISULTATO FINALE
|  | Boston Celtics | 4 – 3 | L.A. Lakers |  |

PRECEDENTI IN REGULAR SEASON
| Regular Season 1965-66 | Boston Celtics | 7 – 3 | L.A. Lakers | Referto 1 - Referto 2 - Referto 3 - Referto 4, Referto 5 - Referto 6, Referto 7 - Referto 8 - Referto 9 - Referto 10 |
| Boston Celtics 100 Los Angeles Lakers 125 Boston Celtics 101 Boston Celtics 108 Los Angeles Lakers 113 Los Angeles Lakers 120 Boston Celtics 114 Boston Celtics 110 Los Angeles Lakers 111 Los Angeles Lakers 108 Punti 96 Los Angeles Lakers 115 Boston Celtics 95 Los Angeles Lakers 106 Los Angeles Lakers 124 Boston Celtics 113 Boston Celtics 102 Los Angeles Lakers 120 Los Angeles Lakers 115 Boston Celtics 115 Boston Celtics |                | |             | |
| |                | |             | |
| Boston Celtics 100 Los Angeles Lakers 125 Boston Celtics 101 Boston Celtics 108 Los Angeles Lakers 113 Los Angeles Lakers 120 Boston Celtics 114 Boston Celtics 110 Los Angeles Lakers 111 Los Angeles Lakers 108 | Punti          | 96 Los Angeles Lakers 115 Boston Celtics 95 Los Angeles Lakers 106 Los Angeles Lakers 124 Boston Celtics 113 Boston Celtics 102 Los Angeles Lakers 120 Los Angeles Lakers 115 Boston Celtics 115 Boston Celtics |             | |

PRECEDENTI NEI PLAYOFF
|  | Boston Celtics (1959, 1962, 1963, 1965) | 4 – 0 | L.A. Lakers |  |

#### Roster
| \| Pos. \| Num. \| Naz. \| Nome \| Altezza \| Peso \| Data nascita \| Provenienza \| \| ---- \| ---- \| ---- \| ------------------ \| ------- \| ------ \| ------------ \| ---------------------- \| \| A \| 21 \| \| Bonham, Ron \| 196 cm \| 87 kg \| 31-05-1942 \| Cincinnati \| \| A/C \| 11 \| \| Counts, Mel \| 213 cm \| 104 kg \| 16-10-1941 \| Oregon State \| \| G/AP \| 28 \| \| Green, Sihugo \| 188 cm \| 84 kg \| 20-08-1933 \| Duquesne \| \| G/AP \| 17 \| \| Havlicek, John \| 196 cm \| 92 kg \| 08-04-1940 \| Ohio State \| \| G \| 25 \| \| Jones, K.C. \| 185 cm \| 91 kg \| 25-05-1932 \| San Francisco \| \| G/AP \| 24 \| \| Jones, Sam \| 193 cm \| 90 kg \| 24-06-1933 \| North Carolina Central \| \| A/C \| 12 \| \| Naulls, Willie \| 198 cm \| 102 kg \| 07-10-1934 \| UCLA \| \| A \| 19 \| \| Nelson, Don \| 198 cm \| 95 kg \| 15-05-1940 \| Iowa \| \| C \| 6 \| \| Russell, Bill \| 206 cm \| 98 kg \| 12-02-1934 \| San Francisco \| \| A \| 16 \| \| Sanders, Satch \| 198 cm \| 95 kg \| 08-11-1938 \| New York \| \| A/C \| 18 \| \| Sauldsberry, Woody \| 201 cm \| 100 kg \| 11-07-1934 \| Texas Southern \| \| A \| 20 \| \| Siegfried, Larry \| 191 cm \| 86 kg \| 22-05-1939 \| Ohio State \| \| A \| 5 \| \| Thompson, John \| 208 cm \| 102 kg \| 02-09-1941 \| Providence \| \| A \| 12 \| \| Watts, Ron \| 198 cm \| 95 kg \| 21-05-1943 \| Wake Forest \| | Allenatore - Red Auerbach Assistente/i - Buddy LeRoux Legenda - (C) Capitano - (FA) Free agent - (S) Sospeso - (TW) Contratto Two-way - (GL) Assegnato a squadra G League affiliata - Infortunato Roster • Transazioni · Ultima transazione: 11 maggio 1966 |                        |                    |         |        |              |                        |
| Pos. | Num. | Naz.                   | Nome               | Altezza | Peso   | Data nascita | Provenienza            |
| A | 21 | Stati Uniti (bandiera) | Bonham, Ron        | 196 cm  | 87 kg  | 31-05-1942   | Cincinnati             |
| A/C | 11 | Stati Uniti (bandiera) | Counts, Mel        | 213 cm  | 104 kg | 16-10-1941   | Oregon State           |
| G/AP | 28 | Stati Uniti (bandiera) | Green, Sihugo      | 188 cm  | 84 kg  | 20-08-1933   | Duquesne               |
| G/AP | 17 | Stati Uniti (bandiera) | Havlicek, John     | 196 cm  | 92 kg  | 08-04-1940   | Ohio State             |
| G | 25 | Stati Uniti (bandiera) | Jones, K.C.        | 185 cm  | 91 kg  | 25-05-1932   | San Francisco          |
| G/AP | 24 | Stati Uniti (bandiera) | Jones, Sam         | 193 cm  | 90 kg  | 24-06-1933   | North Carolina Central |
| A/C | 12 | Stati Uniti (bandiera) | Naulls, Willie     | 198 cm  | 102 kg | 07-10-1934   | UCLA                   |
| A | 19 | Stati Uniti (bandiera) | Nelson, Don        | 198 cm  | 95 kg  | 15-05-1940   | Iowa                   |
| C | 6 | Stati Uniti (bandiera) | Russell, Bill      | 206 cm  | 98 kg  | 12-02-1934   | San Francisco          |
| A | 16 | Stati Uniti (bandiera) | Sanders, Satch     | 198 cm  | 95 kg  | 08-11-1938   | New York               |
| A/C | 18 | Stati Uniti (bandiera) | Sauldsberry, Woody | 201 cm  | 100 kg | 11-07-1934   | Texas Southern         |
| A | 20 | Stati Uniti (bandiera) | Siegfried, Larry   | 191 cm  | 86 kg  | 22-05-1939   | Ohio State             |
| A | 5 | Stati Uniti (bandiera) | Thompson, John     | 208 cm  | 102 kg | 02-09-1941   | Providence             |
| A | 12 | Stati Uniti (bandiera) | Watts, Ron         | 198 cm  | 95 kg  | 21-05-1943   | Wake Forest            |

| \| Pos. \| Num. \| Naz. \| Nome \| Altezza \| Peso \| Data nascita \| Provenienza \| \| ---- \| ---- \| ---- \| --------------- \| ------- \| ------ \| ------------ \| ------------------------------ \| \| A \| 22 \| \| Baylor, Elgin \| 196 cm \| 102 kg \| 16-09-1934 \| Seattle \| \| A \| 15 \| \| Boozer, Bob \| 203 cm \| 98 kg \| 26-04-1937 \| Kansas State \| \| A/C \| 25 \| \| Ellis, LeRoy \| 208 cm \| 95 kg \| 10-03-1940 \| St. John's \| \| A \| 33 \| \| Fairchild, John \| 203 cm \| 93 kg \| 28-04-1943 \| Brigham Young \| \| G \| 11 \| \| Goodrich, Gail \| 185 cm \| 77 kg \| 23-04-1943 \| UCLA \| \| G \| 42 \| \| Hazzard, Walt \| 188 cm \| 79 kg \| 15-04-1942 \| UCLA \| \| C \| \| \| Hoover, Tom \| 206 cm \| 104 kg \| 23-01-1941 \| Camden Bullets (United States) \| \| C \| 14 \| \| Imhoff, Darrall \| 208 cm \| 100 kg \| 12-10-1938 \| UC Berkeley \| \| G \| 21 \| \| King, Jim \| 188 cm \| 79 kg \| 07-02-1941 \| Tulsa \| \| A/C \| 35 \| \| LaRusso, Rudy \| 201 cm \| 100 kg \| 11-11-1937 \| Dartmouth \| \| G/AP \| 44 \| \| West, Jerry \| 188 cm \| 79 kg \| 28-05-1938 \| West Virginia \| \| C \| 12 \| \| Wiley, Gene \| 208 cm \| 95 kg \| 12-11-1937 \| Wichita State \| | Allenatore - Fred Schaus Legenda - (C) Capitano - (FA) Free agent - (S) Sospeso - (TW) Contratto Two-way - (GL) Assegnato a squadra G League affiliata - Infortunato Roster • Transazioni · Ultima transazione: 11 maggio 1966 |                        |                 |         |        |              |                                |
| Pos. | Num. | Naz.                   | Nome            | Altezza | Peso   | Data nascita | Provenienza                    |
| A | 22 | Stati Uniti (bandiera) | Baylor, Elgin   | 196 cm  | 102 kg | 16-09-1934   | Seattle                        |
| A | 15 | Stati Uniti (bandiera) | Boozer, Bob     | 203 cm  | 98 kg  | 26-04-1937   | Kansas State                   |
| A/C | 25 | Stati Uniti (bandiera) | Ellis, LeRoy    | 208 cm  | 95 kg  | 10-03-1940   | St. John's                     |
| A | 33 | Stati Uniti (bandiera) | Fairchild, John | 203 cm  | 93 kg  | 28-04-1943   | Brigham Young                  |
| G | 11 | Stati Uniti (bandiera) | Goodrich, Gail  | 185 cm  | 77 kg  | 23-04-1943   | UCLA                           |
| G | 42 | Stati Uniti (bandiera) | Hazzard, Walt   | 188 cm  | 79 kg  | 15-04-1942   | UCLA                           |
| C | | Stati Uniti (bandiera) | Hoover, Tom     | 206 cm  | 104 kg | 23-01-1941   | Camden Bullets (United States) |
| C | 14 | Stati Uniti (bandiera) | Imhoff, Darrall | 208 cm  | 100 kg | 12-10-1938   | UC Berkeley                    |
| G | 21 | Stati Uniti (bandiera) | King, Jim       | 188 cm  | 79 kg  | 07-02-1941   | Tulsa                          |
| A/C | 35 | Stati Uniti (bandiera) | LaRusso, Rudy   | 201 cm  | 100 kg | 11-11-1937   | Dartmouth                      |
| G/AP | 44 | Stati Uniti (bandiera) | West, Jerry     | 188 cm  | 79 kg  | 28-05-1938   | West Virginia                  |
| C | 12 | Stati Uniti (bandiera) | Wiley, Gene     | 208 cm  | 95 kg  | 12-11-1937   | Wichita State                  |

#### Risultati
| Arbitri: | Mendy Rudolph Joe Gushue |

|                                                                                     |            |                                                               |
| B. Russell 28                                                                       | Punti      | J. West 41                                                    |
| S. Jones 9                                                                          | Assist     | G. Goodrich 5                                                 |
| B. Russell 26                                                                       | Rimbalzi   | E. Baylor 20                                                  |
| Bonham, Counts, Havlicek, Jones, Jones, Naulls, Nelson, Russell, Sanders, Siegfried | Formazioni | Baylor, Ellis, Goodrich, Hazzard, Imhoff, King, LaRusso, West |

| Arbitri: | Earl Strom Norm Drucker |

|                                                                                               |            |                                                                                      |
| J. Havlicek, S. Jones 21                                                                      | Punti      | J. West 18                                                                           |
| J. Havlicek 7                                                                                 | Assist     | W. Hazzard 5                                                                         |
| B. Russell 24                                                                                 | Rimbalzi   | E. Baylor 14                                                                         |
| Bonham, Counts, Havlicek, Jones, Jones, Naulls, Nelson, Russell, Sanders, Siegfried, Thompson | Formazioni | Baylor, Boozer, Ellis, Goodrich, Hazzard, Hoover, Imhoff, King, LaRusso, West, Wiley |

| Arbitri: | Norm Drucker Earl Strom |

|                                                                      |            |                                                             |
| J. West 34                                                           | Punti      | S. Jones 36                                                 |
| J. King 6                                                            | Assist     | S. Sanders, K.C. Jones 5                                    |
| E. Baylor 15                                                         | Rimbalzi   | B. Russell 19                                               |
| Baylor, Ellis, Goodrich, Hazzard, Imhoff, King, LaRusso, West, Wiley | Formazioni | Havlicek, Jones, Jones, Nelson, Russell, Sanders, Siegfried |

| Arbitri: | Joe Gushue Mendy Rudolph |

|                                                                       |            |                                                                     |
| J. West 45                                                            | Punti      | J. Havlicek 32                                                      |
| J. West 10                                                            | Assist     | L. Siegfried 7                                                      |
| E. Baylor 12                                                          | Rimbalzi   | B. Russell 18                                                       |
| Baylor, Boozer, Ellis, Goodrich, Hazzard, Imhoff, King, LaRusso, West | Formazioni | Counts, Havlicek, Jones, Jones, Nelson, Russell, Sanders, Siegfried |

| Arbitri: | Norm Drucker Earl Strom |

|                                                                             |            |                                                               |
| B. Russell 32                                                               | Punti      | E. Baylor 41                                                  |
| L. Siegfried, K.C. Jones 6                                                  | Assist     | J. West 5                                                     |
| B. Russell 28                                                               | Rimbalzi   | E. Baylor 16                                                  |
| Bonham, Counts, Havlicek, Jones, Jones, Nelson, Russell, Sanders, Siegfried | Formazioni | Baylor, Ellis, Goodrich, Hazzard, Imhoff, King, LaRusso, West |

| Arbitri: | Earl Strom Mendy Rudolph |

|                                                               |            |                                                                     |
| J. West 32                                                    | Punti      | J. Havlicek 27                                                      |
| J. West 7                                                     | Assist     | K.C. Jones 6                                                        |
| E. Baylor 14                                                  | Rimbalzi   | B. Russell 23                                                       |
| Baylor, Ellis, Goodrich, Hazzard, Imhoff, King, LaRusso, West | Formazioni | Counts, Havlicek, Jones, Jones, Nelson, Russell, Sanders, Siegfried |

| Arbitri: | Mendy Rudolph Earl Strom |

|                                                                     |            |                                                                       |
| B. Russell 25                                                       | Punti      | J. West 36                                                            |
| S. Sanders, K.C. Jones 3                                            | Assist     | J. West, W. Hazzard 3                                                 |
| B. Russell 32                                                       | Rimbalzi   | E. Baylor 14                                                          |
| Havlicek, Jones, Jones, Naulls, Nelson, Russell, Sanders, Siegfried | Formazioni | Baylor, Boozer, Ellis, Goodrich, Hazzard, Imhoff, King, LaRusso, West |

| Campione NBA 1966        |
| ------------------------ |
| Boston Celtics 9º titolo |

#### Hall of famer
| NBA Finals | Atleta        | Squadra        | Anno      |                      |
| ---------- | ------------- | -------------- | --------- | -------------------- |
| Giocatore  | John Havlicek | Boston Celtics | 1984      | Giocatore            |
| Giocatore  | K.C. Jones    | Boston Celtics | 1989      | Giocatore            |
| Giocatore  | Sam Jones     | Boston Celtics | 1984      | Giocatore            |
| Giocatore  | Don Nelson    | Boston Celtics | 2012      | Allenatore           |
| Giocatore  | Bill Russell  | Boston Celtics | 1975 2021 | Giocatore Allenatore |
| Giocatore  | Satch Sanders | Boston Celtics | 2011      | Contributore         |
| Giocatore  | John Thompson | Boston Celtics | 1999      | Giocatore            |
| Allenatore | Red Auerbach  | Boston Celtics | 1969      | Allenatore           |
| Giocatore  | Elgin Baylor  | L.A. Lakers    | 1977      | Giocatore            |
| Giocatore  | Gail Goodrich | L.A. Lakers    | 1996      | Giocatore            |
| Giocatore  | Jerry West    | L.A. Lakers    | 1980      | Giocatore            |

## Squadra vincitrice
| N° | Naz.                   | Ruolo | Sportivo          |  | Alt. |  |
| -- | ---------------------- | ----- | ----------------- |  | ---- |  |
| 5  | Stati Uniti (bandiera) | C     | John Thompson     |  | 208  |  |
| 6  | Stati Uniti (bandiera) | C     | Bill Russell      |  | 208  |  |
| 11 | Stati Uniti (bandiera) | C     | Mel Counts        |  | 213  |  |
| 12 | Stati Uniti (bandiera) | AG    | Willie Naulls     |  | 198  |  |
| 16 | Stati Uniti (bandiera) | AP    | Satch Sanders     |  | 198  |  |
| 17 | Stati Uniti (bandiera) | AP    | John Havlicek     |  | 196  |  |
| 18 | Stati Uniti (bandiera) | AG    | Woody Sauldsberry |  | 200  |  |
| 19 | Stati Uniti (bandiera) | AP    | Don Nelson        |  | 198  |  |
| 20 | Stati Uniti (bandiera) | G     | Larry Siegfried   |  | 189  |  |
| 21 | Stati Uniti (bandiera) | AP    | Ron Bonham        |  | 194  |  |
| 24 | Stati Uniti (bandiera) | G     | Sam Jones         |  | 193  |  |
| 25 | Stati Uniti (bandiera) | G     | K.C. Jones        |  | 185  |  |
| 28 | Stati Uniti (bandiera) | P     | Sihugo Green      |  | 188  |  |
|    | Stati Uniti (bandiera) | All.  | Red Auerbach      |  |      |  |

## Statistiche
Aggiornate al 23 agosto 2021.
| Categoria | Singola prestazione | Singola prestazione | Singola prestazione | Media            | Media              | Media | Media |
| Categoria | Giocatore           | Squadra             | Max                 | Giocatore        | Squadra            | Media | PG    |
| --------- | ------------------- | ------------------- | ------------------- | ---------------- | ------------------ | ----- | ----- |
| Punti     | Wilt Chamberlain    | Philadelphia 76ers  | 46                  | Jerry West       | L.A. Lakers        | 34,2  | 14    |
| Rimbalzi  | Wilt Chamberlain    | Philadelphia 76ers  | 34                  | Wilt Chamberlain | Philadelphia 76ers | 30,2  | 5     |
| Assist    | Jerry West          | L.A. Lakers         | 12                  | Richie Guerin    | St. Louis Hawks    | 7,9   | 10    |